# Shawn Ashmore
Shawn Robert Ashmore (Richmond, 7 ottobre 1979) è un attore canadese.

## Biografia
Figlio di Linda Davis, una casalinga, e Rick Ashmore, direttore di un centro manifatturiero, Shawn ha frequentato la Turner Fenton Secondary School. Anche il suo fratello gemello, Aaron, è un attore: i due hanno recitato nel ruolo di gemelli in diversi film.

### Carriera
Il ruolo più famoso di Ashmore è quello di Bobby Drake/Uomo Ghiaccio in X-Men e nei suoi sequel, X-Men 2, X-Men - Conflitto finale e X-Men - Giorni di un futuro passato.
Ashmore inoltre ha interpretato il Cadetto Maggiore Brad Rigby in Cadet Kelly - Una ribelle in uniforme, un film di Disney Channel, ed è comparso come guest star nei panni di Eric Summers in due episodi di Smallville, la stessa serie in cui suo fratello Aaron interpreta il ruolo di Jimmy Olsen. Ashmore ha anche recitato in Animorphs come Jake Berenson e in In a Heartbeat nel ruolo di Tyler Connell.
Nel dicembre 2004, Ashmore è stato preso per il ruolo principale nella miniserie La leggenda di Earthsea (Earthsea), basata sul romanzo di Ursula K. Le Guin, nella quale Shawn interpreta Ged, un giovane apprendista mago. Nel 2005 Ashmore ha recitato in un film tv di CTV che narra la storica corsa attraverso il Canada di Terry Fox. Insieme al fratello gemello, Aaron, partecipa ad un episodio della serie fantascientifica Fringe impersonando appunto due gemelli. Ha interpretato l'agente Mike Weston nella serie tv The Following.
È anche il protagonista del videogioco di Remedy Studios, Quantum Break.

### Vita privata
Ashmore ha frequentato l'attrice americana Michelle Trachtenberg. La loro relazione è durata dal 2004 al dicembre 2006. Il 27 luglio 2012 ha sposato Dana Renee Wasdin, incontrata sul set di Frozen. Nel 2017 la coppia ha avuto un figlio, Oliver.

## Filmografia

### Cinema
- Di coppia in coppia (Married to It), regia di Arthur Hiller (1991)
- College femminile (The Hairy Bird), regia di Sarah Kernochan (1998)
- X-Men, regia di Bryan Singer (2000)
- X-Men 2, regia di Bryan Singer (2003)
- Detective a due ruote (Underclassman), regia di Marcos Siega (2005)
- The Quiet - Segreti svelati (The Quiet), regia di Jamie Babbit (2006)
- X-Men - Conflitto finale (X-Men: The Last Stand), regia di Brett Ratner (2006)
- Solstice, regia di Daniel Myrick (2008)
- Rovine, regia di Carter Smith (2008)
- Frozen, regia di Adam Green (2010)
- The Day, regia di Douglas Aarniokoski (2011)
- Mariachi Gringo, regia di Tom Gustafson (2012)
- X-Men - Giorni di un futuro passato (X-Men: Days of Future Past), regia di Bryan Singer (2014)
- Devil's Gate, regia di Clay Staub (2017)
- Acts of Violence, regia di Brett Donowho (2018)
- Aftermath - Orrori dal passato (Aftermath), regia di Peter Winther (2021)
- The Free Fall, regia di Adam Stilwell (2021)

### Televisione
- Atto indecente (Gross Misconduct), regia di Atom Egoyan – film TV (1993)
- Any Mother's Son, regia di David Burton Morri – film TV (1997)
- Animorphs – serie TV, 26 episodi (1998-2000)
- Cadet Kelly - Una ribelle in uniforme (Cadet Kelly), regia di Larry Shaw – film TV (2002)
- Smallville – serie TV, episodi 1x12-3x09 (2002-2004)
- La leggenda di Earthsea (Earthsea) – miniserie TV (2005)
- Fringe – serie TV, episodio 3x05 (2010)
- Bloodletting & Miraculous Cures – serie TV, 8 episodi (2010)
- The Following – serie TV, 42 episodi (2013-2015)
- Quantum Break – miniserie TV, 4 episodi (2016)
- Conviction – serie TV, 13 episodi (2016-2017)
- S.W.A.T. - serie TV, episodio 2x09 (2018)
- Into The Dark – serie TV, episodio 1x10 (2019)
- The Rookie – serie TV (2019-in corso)
- The Boys – serie TV, 3 episodi (2020)
- Ginny and Georgia

### Videogiochi
- Quantum Break (2016)
- The Dark Pictures: Man of Medan (2019)
- Alan Wake II (2023)

## Doppiatori italiani
Nelle versioni in italiano delle opere in cui ha recitato, Shawn Ashmore è stato doppiato da:
- David Chevalier in X-Men, The Following, Conviction, The Boys
- Francesco Pezzulli in X-Men 2, X-Men - Conflitto finale, Rovine, X-Men - Giorni di un futuro passato
- Marco Vivio in Animorphs, Detective a due ruote
- Stefano Crescentini in Cadet Kelly - Una ribelle in caserma, S.W.A.T.
- Leonardo Graziano in Smallville (ep. 1x12)
- Marco Baroni in Smallville (ep. 3x09)
- Fabrizio Manfredi in The Quiet - Segreti svelati
- Nanni Baldini in Delitto in famiglia
- Corrado Conforti in Fringe
- Davide Perino in Frozen
- Emiliano Coltorti in La leggenda di Earthsea
- Stefano Brusa in Solstice
- Davide Albano in Quantum Break
- Renato Novara in The Rookie
- Gianluca Crisafi in Acts of Violence
- Alessandro Capra in The Dark Pictures: Man of Medan
- Emiliano Reggente in Aftermath - Orrori dal passato